# شلحه امام حسن عسگری
روستای معاویه (امام حسن عسکری) یکی از روستاهای اطراف شهرستان آبادان، در استان خوزستان است. این روستا در فاصله ۱۳٫۲ کیلومتری از شهرستان آبادان، در محور آبادان به اروند کنار واقع است، ساکنان اولیهٔ شلهه معاویه (امام حسن عسکری) افرادی هستند که به‌دلیل شرایط نامناسب زندگی از عراق مهاجرت کرده و این مکان را به‌دلیل نزدیکی به آب و شرایط مناسب کشاورزی برای زندگی انتخاب کردند. جمعیت روستا بالغ بر ۱۴۸۰ نفر است و این افراد اغلب به صورت چند خانواری کنار هم زندگی می‌کنند، و از جمله روستاهایی است که در جنگ تحمیلی دچار خسارات و آسیب‌های بسیاری شده است و روستای کنونی، در واقع بازسازی شده توسط بنیاد مسکن شهرستان آبادان است. این بازسازی‌ها از سال ۶۱ آغاز شده و تا حال حاضر ادامه دارد.

## معرفی
روستای شلهه معاویه (امام حسن عسکری) که نام دیگر آن شلههٔ امام حسن است، در واقع یک روستای جزیره‌ای است و دلیل نامگذاری آن نیز به همین جهت است، چرا که خود واژهٔ شلهه در زبان عربی و محلی به معنای جزیره است و همین جزیره‌ای بودن می‌تواند شرایط بسیار خوبی را برای توریستی شدن آن فراهم آورد. این روستا به تدریج در حاشیهٔ رودخانه به وجود آمده و به این سبب بافتی خطی به خود گرفته است و در کل روستا به دو بخش تقسیم می‌شود، بخش نزدیک رودخانه که شامل خانه‌های مسکونی است به دلیل نزدیکی به اب و بخش رو به رو ی آن که شامل نخلستان هاست. روستای مذکور به چند محله تقسیم می‌شود و اهالی ان علاوه بر فضای خصوصی خانه‌های خود در همسایگی محل زندگی دارای مرکز محله‌هایی هستند که فضای نیمه خصوصی آن‌ها است. این روستا مابین دو روستای ثوامر و نقشهٔ حیر واقع است و می‌توان گفت به دلیل کم بودن بعد مسافتی بین این سه روستا، تعاملات اجتماعی و استفاده از خدمات یکدیگر در آن‌ها به گونه‌ای صورت می‌گیرد که کمبودها و نواقص یکدیگر را برطرف می‌کنند.

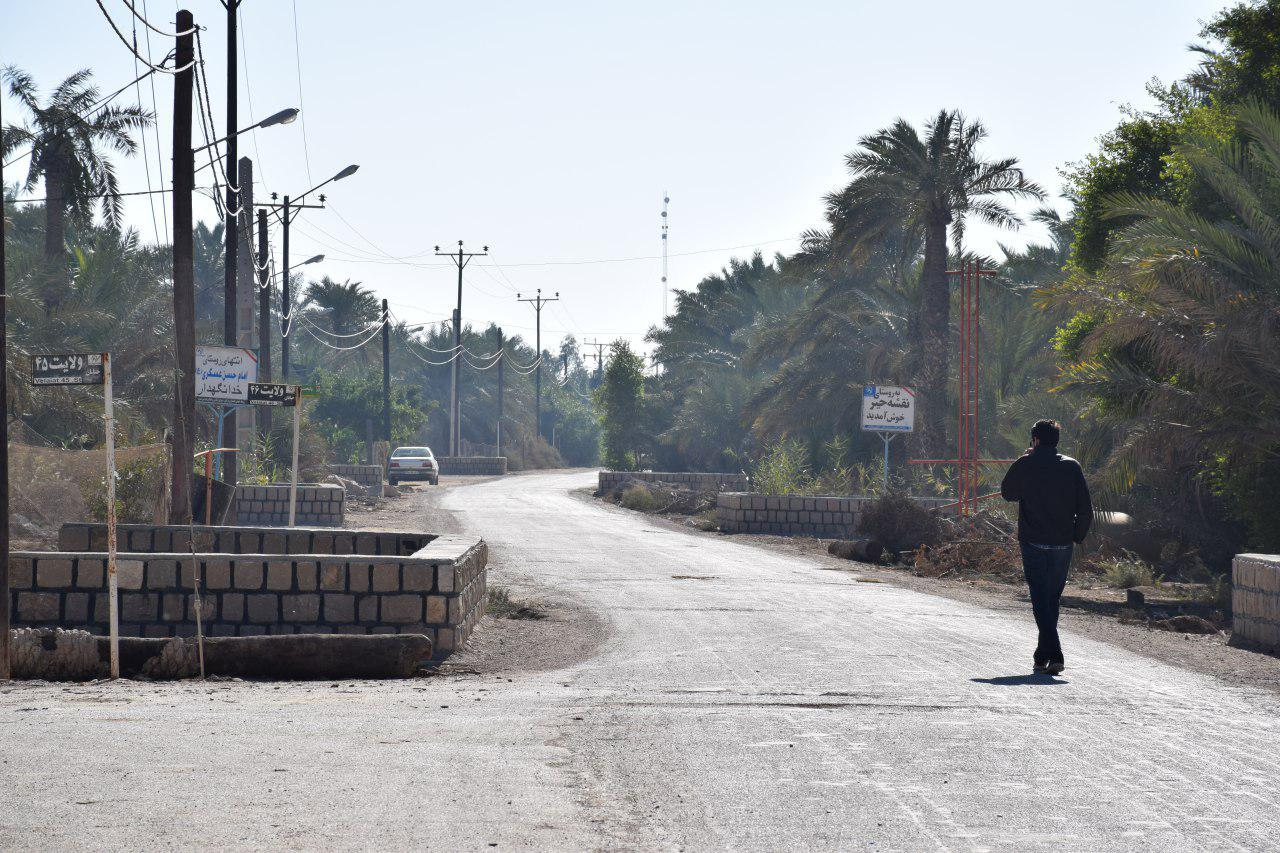
روستای شلهه معاویه (امام حسن عسکری) از یک سمت متصل به روستای نقش حیر می‌باشد.

## جمعیت
بر اساس سرشماری انجام شده در سال ۹۵، جمعیت این روستا ۱۴۸۰ نفر و تعداد ۱۹۴ خانواده نیز در آن زندگی می‌کنند.

## پیشینه تاریخی
ساکنان این روستا که در واقع مهاجرانی هستند که از کشور عراق (به دلیل شرایط نامناسب آن زمان) به این نقطه تغییر مکان داده‌اند، عرب اصیل هستند که به دلیل موقعیت مناسب این منطقه از نظر جلگه‌ای بودن، جنس خاک و نزدیکی به آب، این مکان را جهت کشاورزی و زتدگی خود برگزیدند. این روستا در حاشیهٔ رودخانهٔ اروند واقع شده است و از جمله روستاهای خطی به‌شمار می‌رود. جاده‌ای که از این روستا می‌گذرد، آن را به دو بخش شرقی و غربی تقسیم می‌کند. در قسمت غربی و حاشیهٔ رودخانهٔ اروند شاهد تراکم خانه‌های روستایی هستیم، در حالی که در قسمت شرقی بیشتر زمین‌های زراعی روستاییان دیده می‌شود.

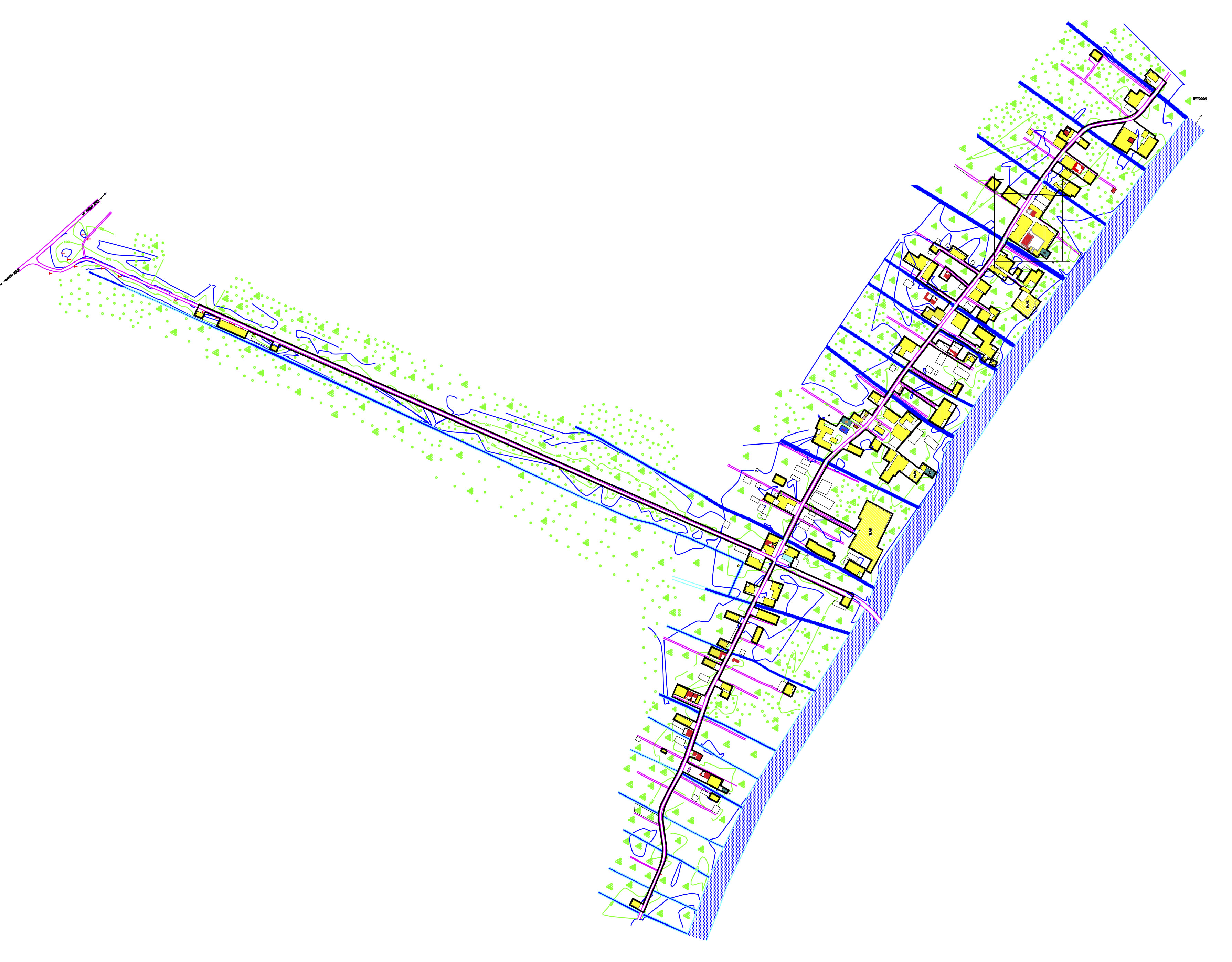
روستا شلهه معاویه (امام حسن عسکری) از جمله روستاهای خطی به‌شمار می‌رود.

## کشاورزی
جلگه‌ای بودن روستا، موقعیت مناسبی از لحاظ کشاورزی برای ساکنان آن مهیا کرده است. از آن جایی که پیشهٔ مردم این روستا باغداری، آن هم بیشتر در زمینهٔ خرما است. و به دلیل شرایط خاص کاشت درخت خرما از جمله این که بین هر دو نخل خرما باید فاصلهٔ استاندارد ۶ متر رعایت شود. در گذشته برای استفاده بهینه از زمین‌های زراعی، روستاییان مابین نخل‌های خود، درختان دیگری همچون پرتقال، سیب و .. می‌کاشتند. اما پس از جنگ به دلیل سدسازی و کشت بی رویهٔ نی‌شکر و شوری آب، دیگر کاشت این درختان مقدور نبود. به گونه‌ای که در حال حاضر، روستاییان فقط در زمینهٔ نخل فعالیت می‌کنند. لازم به ذکر نیز است که سابقاً آبیاری نخلستان‌ها بوسیلهٔ نهرهایی صورت می‌گرفت که خود روستاییان حفر کرده بودند وبا جزر و مد رودخانه دی اروند، این زمین‌ها به صورت طبیعی، روزانه و روزی دو بار آبیاری می‌شدند. اما در حال حاضر به دلیل پایین شوری اروند رود، آبیاری طبیعی غیرممکن است و روستاییان ناگزیر به استفاده از پمپ‌ها ی آب و وسایل مکانیکی می‌باشند.

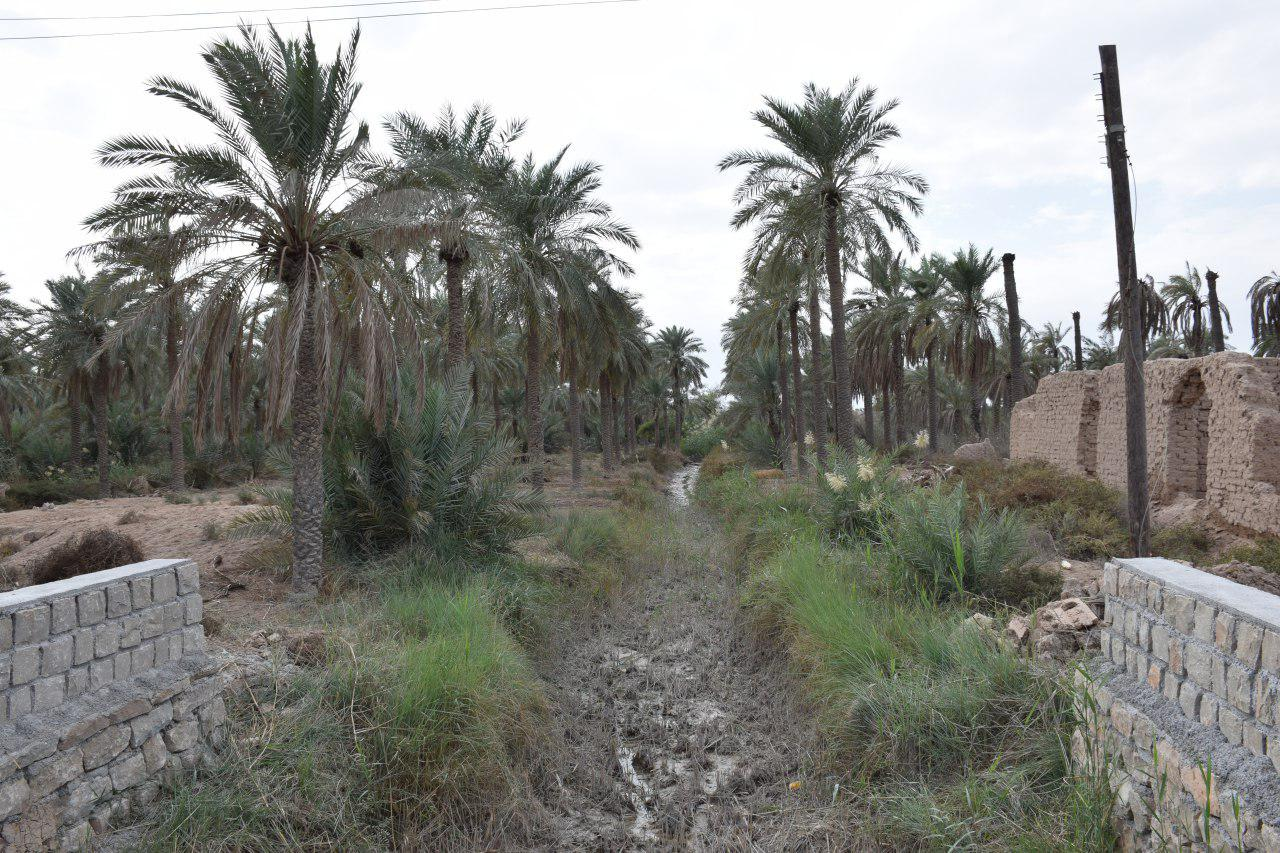
نخلستان‌های روستا

## مسکن
مسکن این روستاییان شامل دو بخش است. بخش قبل از جنگ و بخش بعد از جنگ. خانه‌های روستایی قبل از جنگ که از کاه گل ساخته می‌شدند در واقع محل سکونت چند خانوار با هم بوده‌اند که با هم نسبت فامیلی داشتند. به این صورت که اتاق‌هایی را در اطراف یک حیاط بزرگ می‌ساختند که هر اتاق محل سکونت یک خانوار بوده است. تعداد اتاق‌ها تعداد خانوارها را نشان می‌داده است.
اما خانه‌های پس جنگ که دیگر آن خانه‌های سابق نبودند، برای استحکام بیشتر از آجر و مصالح محکمتری ساخته شدند. و تغییر دیگر آن‌ها جداسازی خانواده‌ها بود ه است که در هر خانه یک خانواده ساکن شد. این خانه‌ها حتی‌المقدور بزرگ ساخته شدند تا فضاهای مورد نیاز روستاییان از جمله مکانی برای دام آنان، مکانی برای نگهداری ادوات و وسایل کشاورزی و مکانی برای نگهداری و بسته‌بندی خرما دشته باشند.

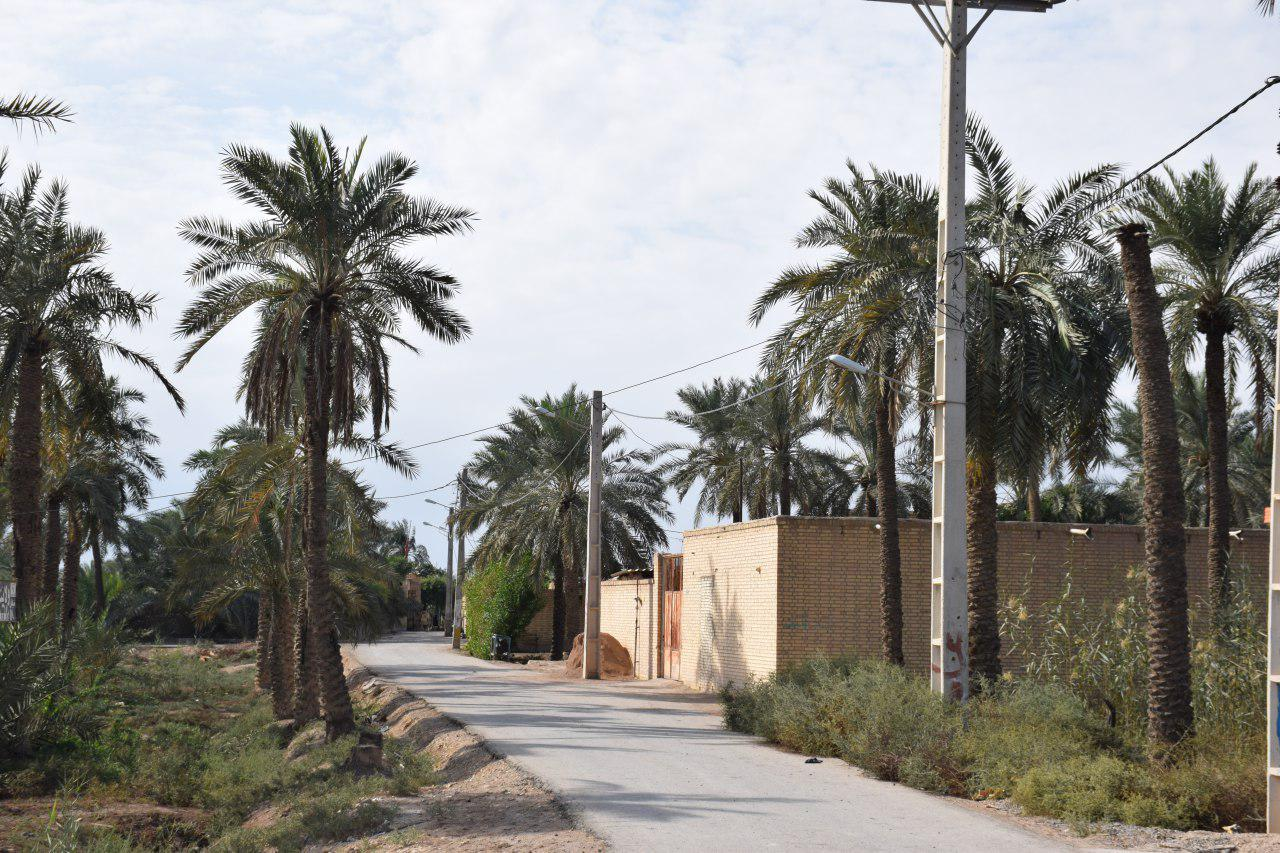
نمونه خانه‌های ساخته شده پس از جنگ.

## نگارخانه

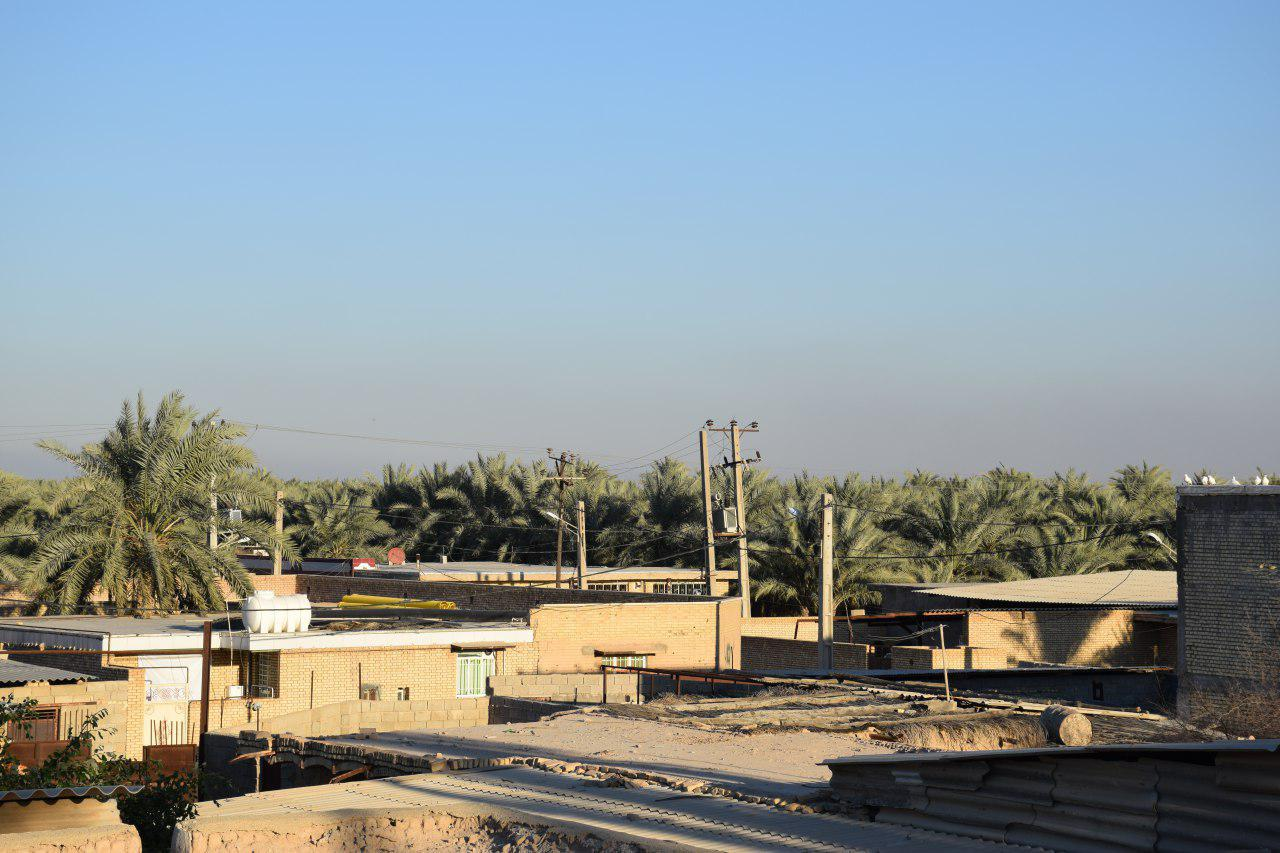
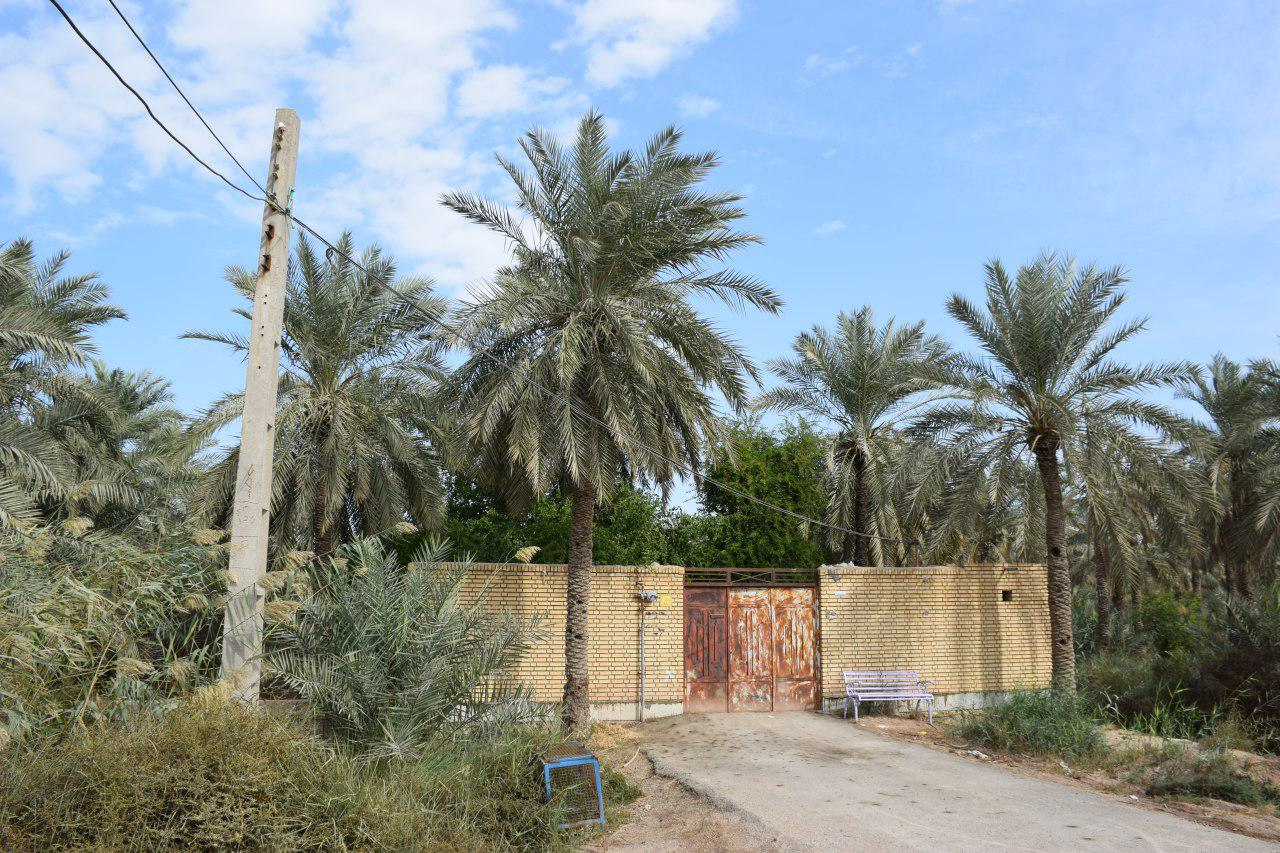
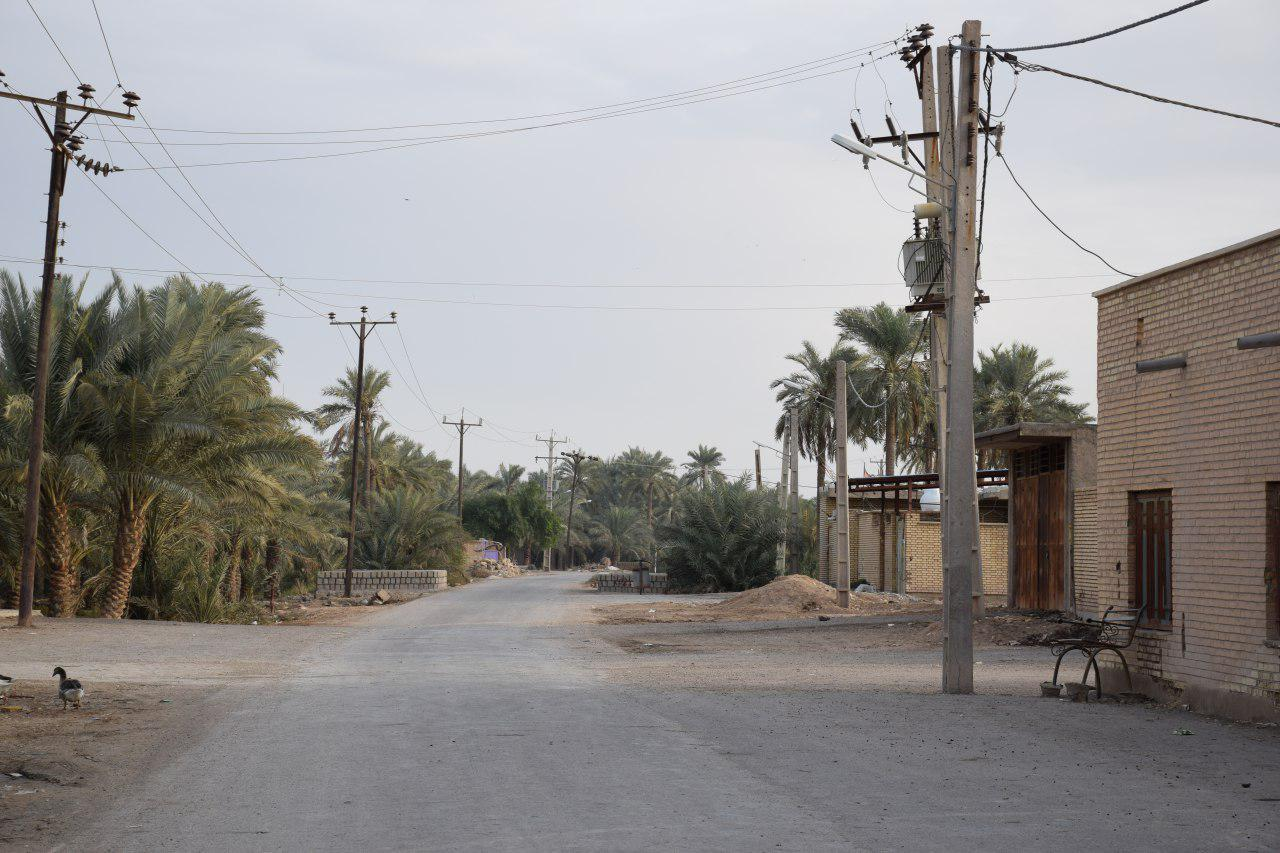
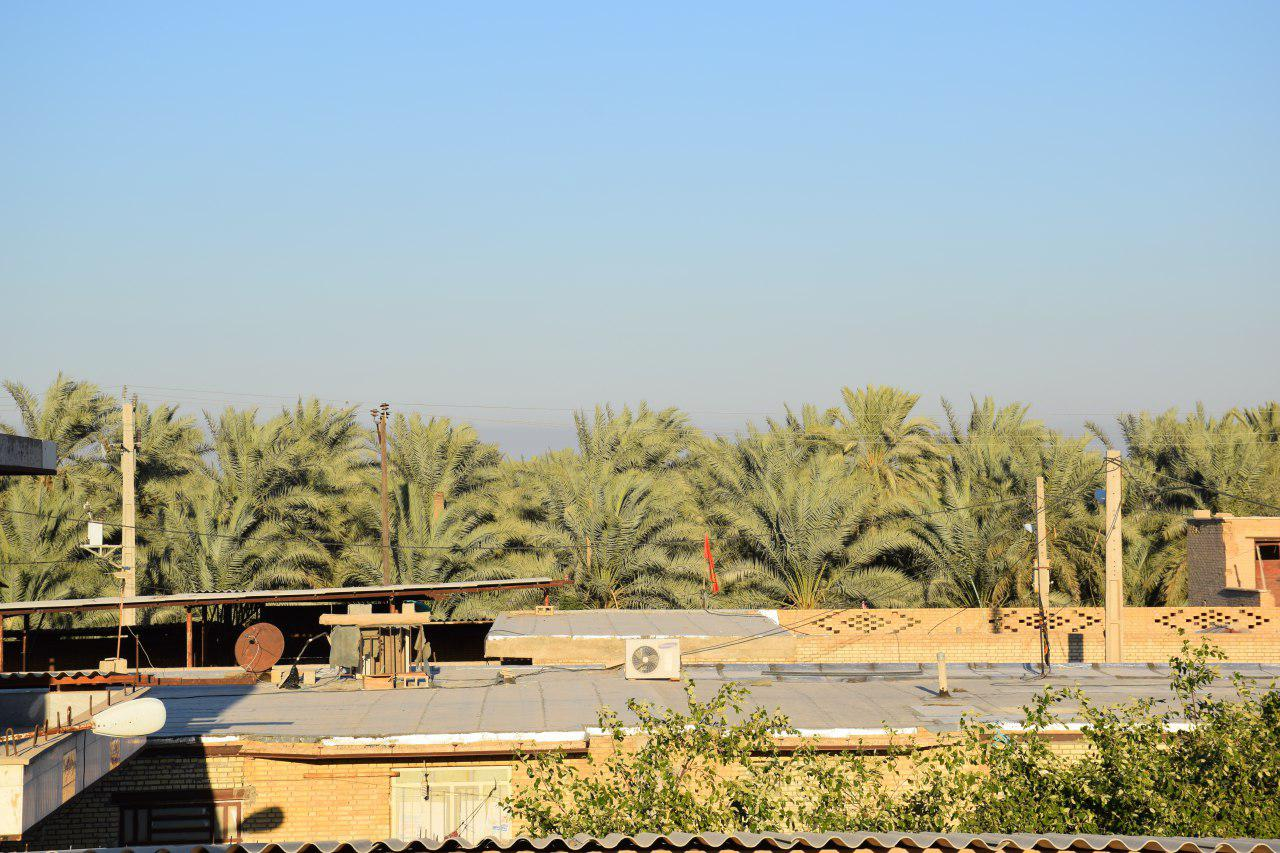
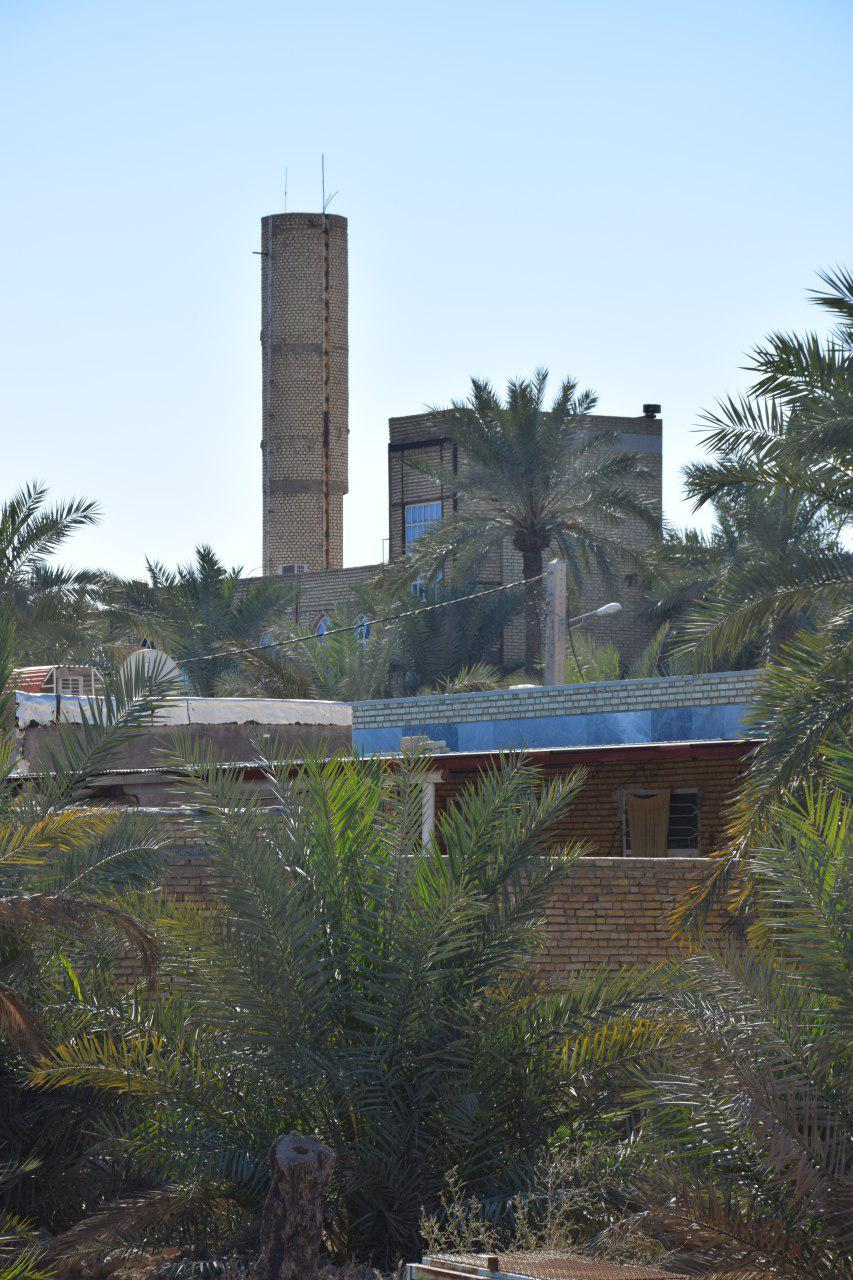
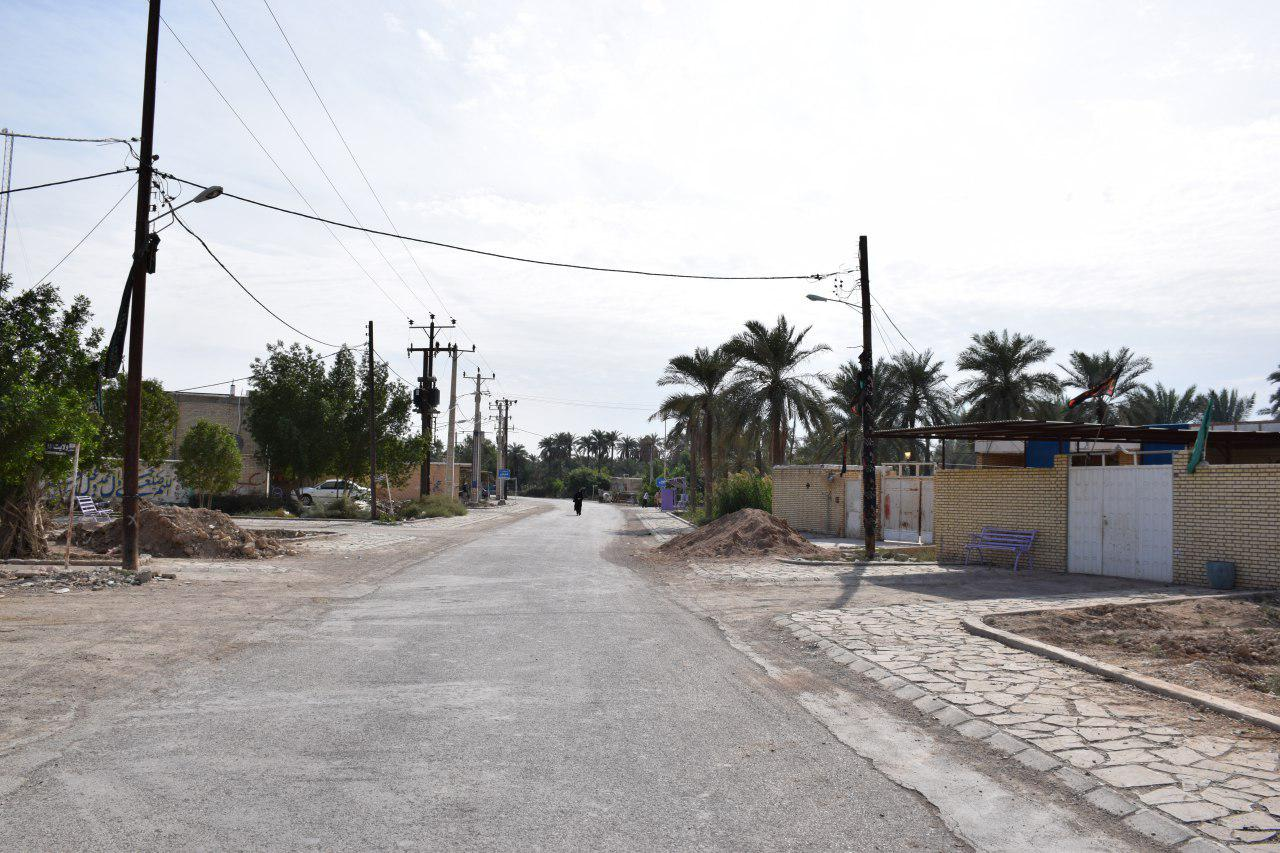
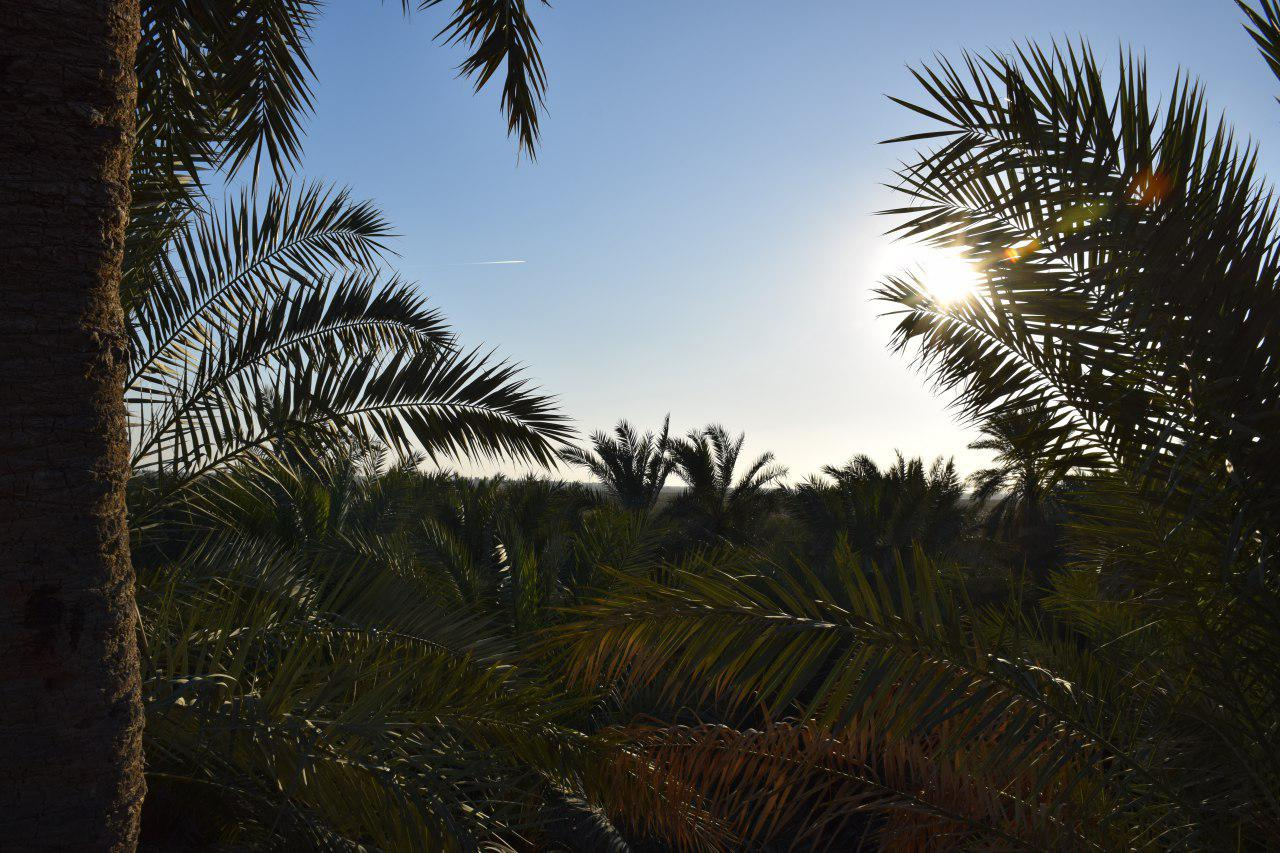
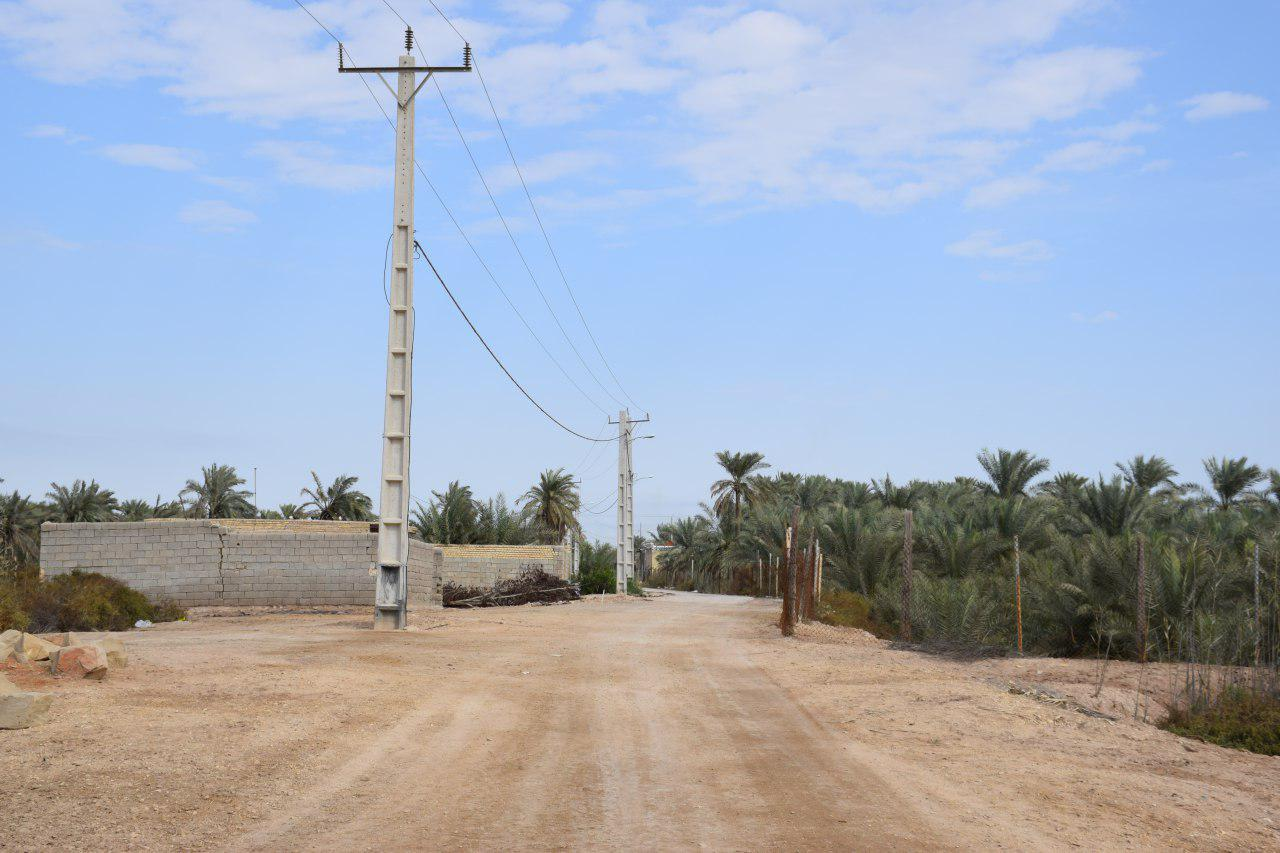